# Tư tưởng tác phẩm văn học
Tư tưởng tác phẩm văn học là nhận thức, lí giải và thái độ đối với toàn bộ nội dung cụ thể sống động của tác phẩm văn học, cũng như những vấn đề nhân sinh đặt ra trong đó.
Ví dụ tư tưởng của cuốn tiểu thuyết Tắt đèn của Ngô Tất Tố là tố cáo quyết liệt thứ chế độ thống trị đen tối, thối nát và phi nhân tính đã chà đạp tàn bạo cuộc sống của con người, nhất là những người nông dân nghèo. Tư tưởng của bài thơ Tràng giang của Huy Cận là nỗi buồn cô đơn, rợn ngợp và khao khát chia sẻ trước cảnh không gian mênh mông trống vắng, xa lạ.
Tư tưởng là linh hồn, là kết tinh của những cảm nhận, suy nghĩ về cuộc đời. Tư tưởng thấm nhuần trong tác phẩm như máu chảy trong huyết quản thấm đến từng tế bào cơ thể. Do yêu cầu của tư duy khái quát, chúng ta thường đúc kết tư tưởng của tác phẩm bằng một số mệnh đề trừu tượng, ngắn gọn. Thật ra, qua tác phẩm, tư tưởng "náu mình" trong những hình tượng sinh động, những cảm hứng sâu lắng của tác giả. Bê-lin-xki từng khẳng định: "Tư tưởng thơ, đó không phải là phép tam đoạn thức, không phải là giáo điều, không phải là quy tắc, mà là một ham mê sống động, đó là cảm hứng."… Đối với tư tưởng tác phẩm văn học trước hết hãy cảm nhận bằng trái tim. Mọi sự khái quát suy lí đều chỉ có giá trị tương đối. Đó là lí do vì sao có sự tiếp nhận khác nhau về tư tưởng tác phẩm văn học, mà vì sao các nhà văn lớn như Gớt, Tôn-xtôi từ chối trả lời câu hỏi tư tưởng tác phẩm văn học cụ thể của họ.
Tư tưởng của tác phẩm văn học không phải giản đơn là ý đồ tư tưởng mà nhà văn muốn thể hiện, mà là cái điều tự thân tác phẩm "nói" với người đọc. Tư tưởng tác phẩm văn học thường lớn hơn ý đồ nhà văn.
Tư tưởng của tác phẩm có thể được thể hiện qua những lời thuyết minh trực tiếp của tác giả, của nhân vật chính diện, nhưng chủ yếu được bộc lộ qua lôgic miêu tả của nhà văn, hòa thấm khắp chi tiết của thế giới hình tượng sống động trong nội dung cụ thể của tác phẩm.
Không phải bao giờ hai phương diện trên đây trong tư tưởng tác phẩm cũng thống nhất với nhau. Ví dụ: Truyện Kiều của Nguyễn Du, nhiều tác phẩm của Ban-dắc. Trong trường hợp này, khi tiếp nhận tư tưởng của tác phẩm, cần đặc biệt coi trọng bộ phận tư tưởng toát ra từ tình huống, tính cách, từ lôgic của sự miêu tả.
Tư tưởng tác phẩm văn học có ý nghĩa xã hội, chính trị, triết học, đạo đức học và những tôn giáo nhất định. Nhưng về bản chất, chúng không có ý nghĩa như là tư tưởng xã hội học, chính trị học, triết học hay đạo đức học.
Đồng nhất tư tưởng tác phẩm văn học với tư tưởng xã hội học, tư tưởng chính trị là một đặc điểm của xã hội học dung tục.
Tư tưởng của tác phẩm chịu sự quy định của thế giới quan, vốn sống và tài năng của nhà văn. Bằng những chủ đề và tư tưởng có ý nghĩa, giàu sức khám phá, được thể hiện một cách độc đáo, hấp dẫn, tác giả tham gia vào đời sống văn học cũng như cuộc đấu tranh xã hội ở thời đại mình. Tác phẩm văn học chân chính bao giờ cũng là nơi khẳng định những tư tưởng sâu sắc, mới mẻ về cuộc sống qua sức mạnh truyền cảm của nghệ thuật.